# Patrizia Di Martino
Patrizia Di Martino (Napoli, 4 giugno 1970) è un'attrice e regista italiana.

## Teatro
Figlia d'arte, dopo gli studi musicali e di recitazione comincia la sua carriera come attrice. Prima nel teatro di prosa dove recita per sei stagioni (1999-2005) nella storica compagnia Libera Scena Ensemble diretta dal maestro Renato Carpentieri. Poi nel Teatro Musicale, dove ha collaborato con diversi artisti del panorama nazionale ed internazionale come Emio Greco, Pieter Scholten, Pejman Tadayon, Opera Chaotique, Enzo Nini, Bruno Tommaso, i fratelli Corvini, Renato Sellani, Sasa Mendoza. 
Nel 2015 per il Napoli Teatro Festival è attrice e cantante nel ruolo di Lucy Brown ne L'Opera da tre soldi con Massimo Ranieri e Lina Sastri. Fra i recital da lei diretti e interpretati Omaggio a Erik Satie, Dentro la voce, Omaggio a Edith Piaf.
Dirige opere liriche come Le nozze di Figaro, andata in scena al Teatro Umberto Giordano di Foggia.
Nel 2016 è tra i protagonisti, insieme a Mariano Rigillo e Angela Pagano, dell'Orestea di Luca De Fusco.
Nel 2017 scrive la riduzione teatrale della favola civica Il Marchese di Collino di Giovanni Calvino e Giovanni Parisi. Lo spettacolo, in scena per due stagioni al Teatro Bellini, racconta ai bambini i primi dodici principi fondamentali della Costituzione italiana e segna il debutto come protagonista sulle scene di Filippo Scotti, il quale interpreterà pochi anni dopo il ruolo di Fabietto Schisa ne È stata la mano di Dio di Paolo Sorrentino.
Nel 2022 torna a teatro insieme a Gianni Ferreri, interpretando il ruolo di Filomena ne Il Muro di Napoli di Giovanni Calvino e Giovanni Parisi, per la direzione artistica di Gigi Savoia.

## Cinema e TV

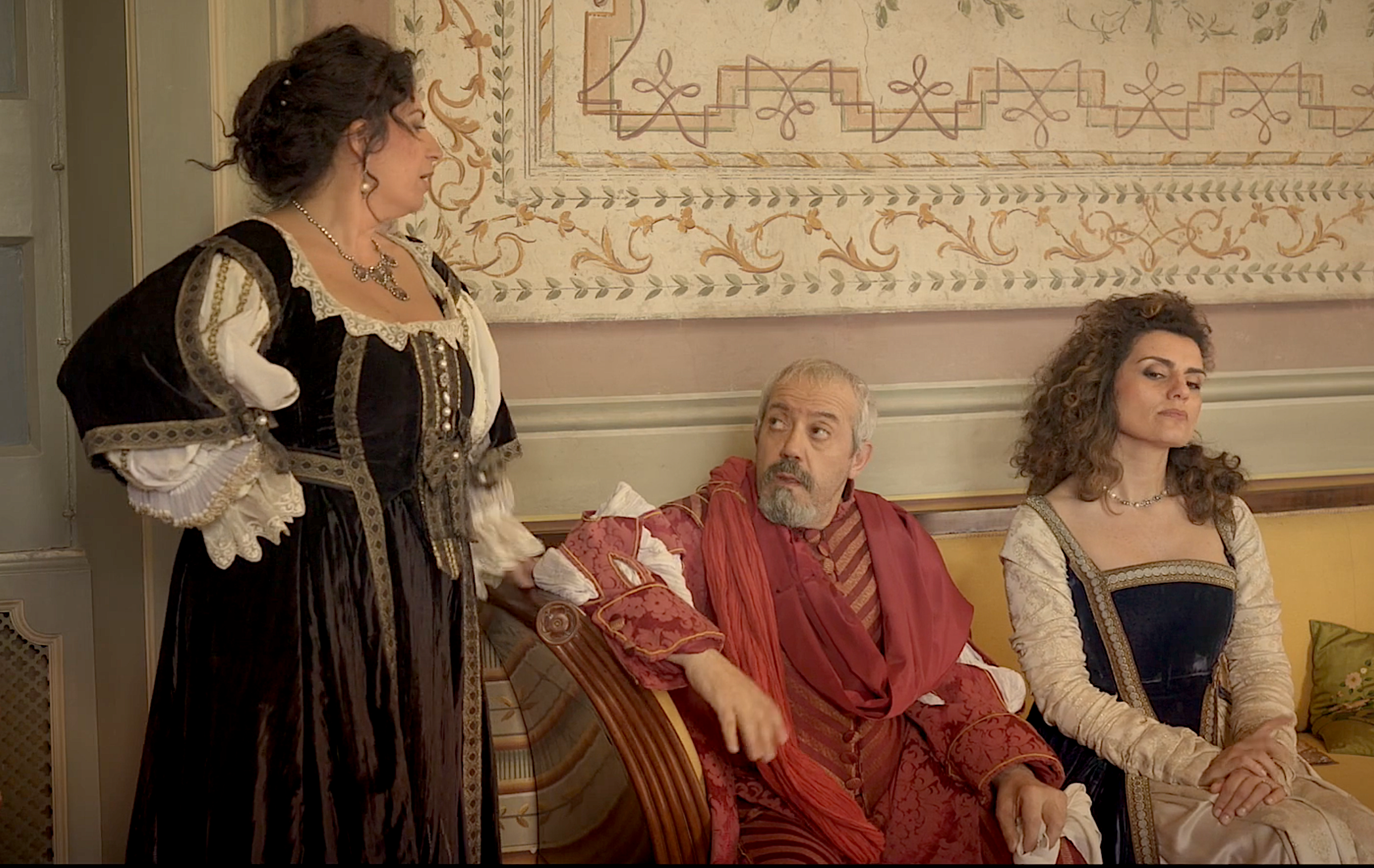
Patrizia Di Martino con Gianni Ferreri e Marianna Mercurio sul set di Tu m'uccidi o Crudele

Nel 2000 è tra le attrici di Un posto al sole in onda tutti i giorni su Rai Tre.
Nel 2003 è nel cast della serie TV La squadra per la regia di Stefano Sollima.
Successivamente partecipa a numerosi film, tra cui Due euro l'ora.
Nel 2018 è protagonista con Gianni Ferreri e Franco Javarone alla realizzazione del cortometraggio "Tu m'uccidi o crudele" opera prima di Giovanni Calvino vincitore del Gala Cinema Fiction della Campania, prodotto da Tile Storytellers . 

Sempre nel 2018 partecipa alla serie TV L'amica geniale in cui interpreta la Rosa Spagnuolo.

## Radiofonia e doppiaggio
È voce protagonista nei radiodramma trasmessi da Rai International.
È doppiatrice nei documentari di Rai Educational, in spot radiofonici e di film d'animazione (L'arte della felicità, 2013, regia di Alessandro Rak).
Da Ottobre 2015 presta la voce a Titina nello spot a cartoni animati di Caffè Borbone prodotto da TILE Storytellers. Nel 2023 presta la voce ad Iside nel cortometraggio in tecnica mista di Nicola Barile "La notte della Stella".

## Insegnamento e attività sociali
Parallelamente al suo lavoro di attrice, cantante e regista, è docente di Recitazione Teoria e Tecnica d'interpretazione Scenica presso il Conservatorio Umberto Giordano di Foggia. Collabora dal 2008 con l'associazione A voce Alta e nei quartieri a rischio, nelle carceri e nei licei porta avanti laboratori di Lettura Espressiva. 

Impegnata nel diritti delle donne, insieme all'autore Francesco Olivieri, porta avanti una campagna contro il femminicidio.
Lo spettacolo Amore Estremo, da lei scritto e diretto, tratta di depressione post-parto e infanticidio.

La sua riduzione teatrale del romanzo "Il Marchese di Collino" di Giovanni Calvino e Giovanni Parisi avvia un biennio di rappresentazioni della favola civica incentrati sul far conoscere ai bambini i primi dodici principi fondamentali della Costituzione italiana. Nel ruolo del piccolo sindaco di Collino è il debuttante Filippo Scotti.

## Filmografia

### Cinema
- Quel giorno (1993, regia di Francesco Patierno)
- Janua (2011, regia di Vincent Onnembo)
- L'arte della felicità (2013, regia di Alessandro Rak)
- Caligo (2015, regia di Egidio Carbone)
- Due euro l'ora (2015, regia di Andrea D'Ambrosio)
- Passpartù: Operazione doppiozero, regia di Lucio Bastolla (2019)

### Televisione
- Un posto al sole (2000 - 2001, serie TV)
- La squadra (2003, serie TV, regia di Stefano Sollima)
- L'amica geniale (2018, regia di Saverio Costanzo)